# Galapa
Galapa es un municipio del departamento del Atlántico, Colombia, que hace parte del Área metropolitana de Barranquilla. Tiene bajo su jurisdicción el centro poblado Paluato.

## Historia

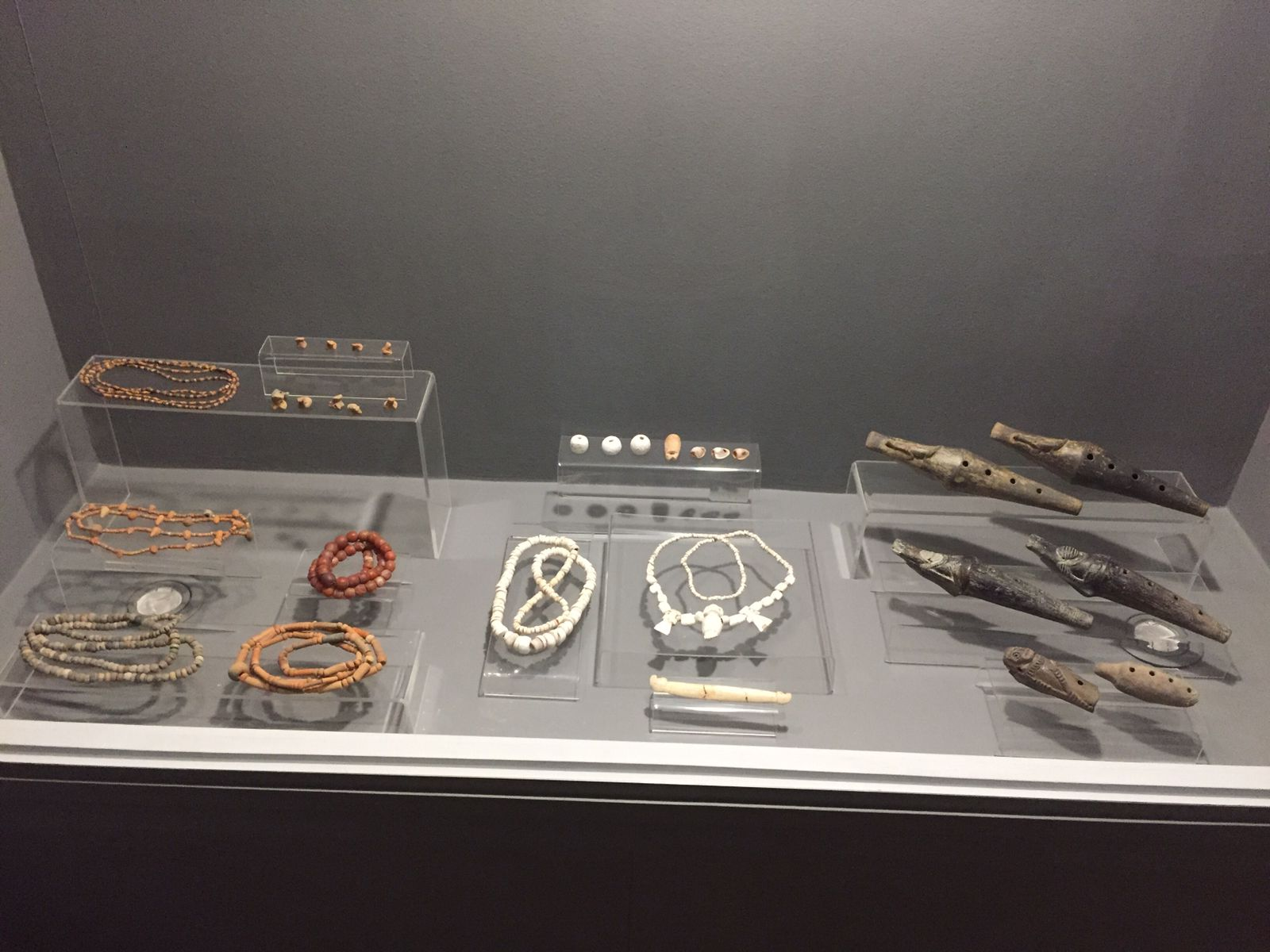
Museo Arqueológico de Galapa.

A la llegada de los españoles, en el lugar ya se encontraba un asentamiento indígena, lo que lo convierte en una de las poblaciones más antiguas del departamento.
El nombre se le atribuye al cacique Jalapa, que dominaba los pueblos indígenas hasta la desembocadura del río Magdalena.
Su descubrimiento por los colonizadores españoles fue en marzo de 1533, cuando Pedro de Heredia encontró el asentamiento de los Mocanás, mezcla de indios Caribes y autóctonos de la zona.
Como otros pueblos indígenas, fue dada en encomienda en 1600 a Nicolás De Barros y posteriormente a Pedro De Barros, su hijo. Los pobladores indígenas de la región no ofrecieron resistencia a los colonizadores europeos, y esto dio lugar a un acoplamiento que dio como resultado la creación de una economía ganadera. El municipio fue creado por medio de la Ley 37 de 1873.

## Economía

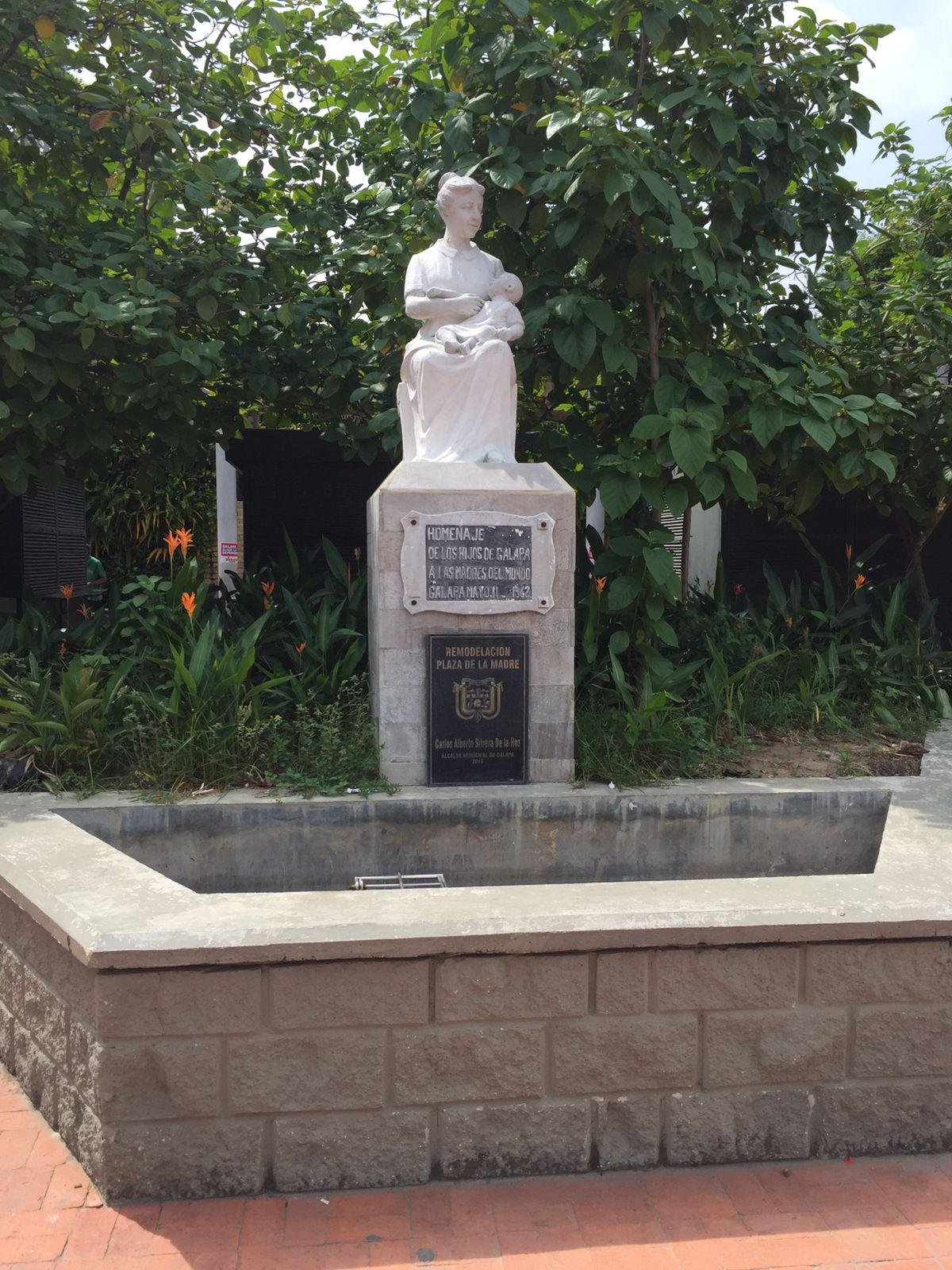
Plaza de la Madre, Galapa, Atlántico, Colombia.

Su economía es eminentemente agropecuaria y artesanal, además de micro-empresarial y con proyección industrial gracias a su ubicación, ya que el municipio es atravesado por dos importantes conexiones viales del orden nacional, la Transversal del Caribe y la Circunvalar de la Prosperidad, sectores aledaños de los cuales se encuentran grandes complejos industriales como la Zona Franca Internacional del Atlántico, Greenpark o Ultracem, los cuales constituyen el corredor industrial del departamento del Atlántico.
Uno de los aspectos por los cuales se destaca el municipio a nivel departamental y nacional es el relacionado con la riqueza cultural, destacándose especialmente el trabajo realizado por los artesanos en la talla en madera, tejido en bejuco de canastos y máscaras en papel maché del carnaval de Barranquilla. Galapa cuenta con la Casa de la Cultura, la cual desarrolla trabajos, proyectos y programas encaminados a fortalecer y potenciar sus valores e identidad cultural.

## Símbolos

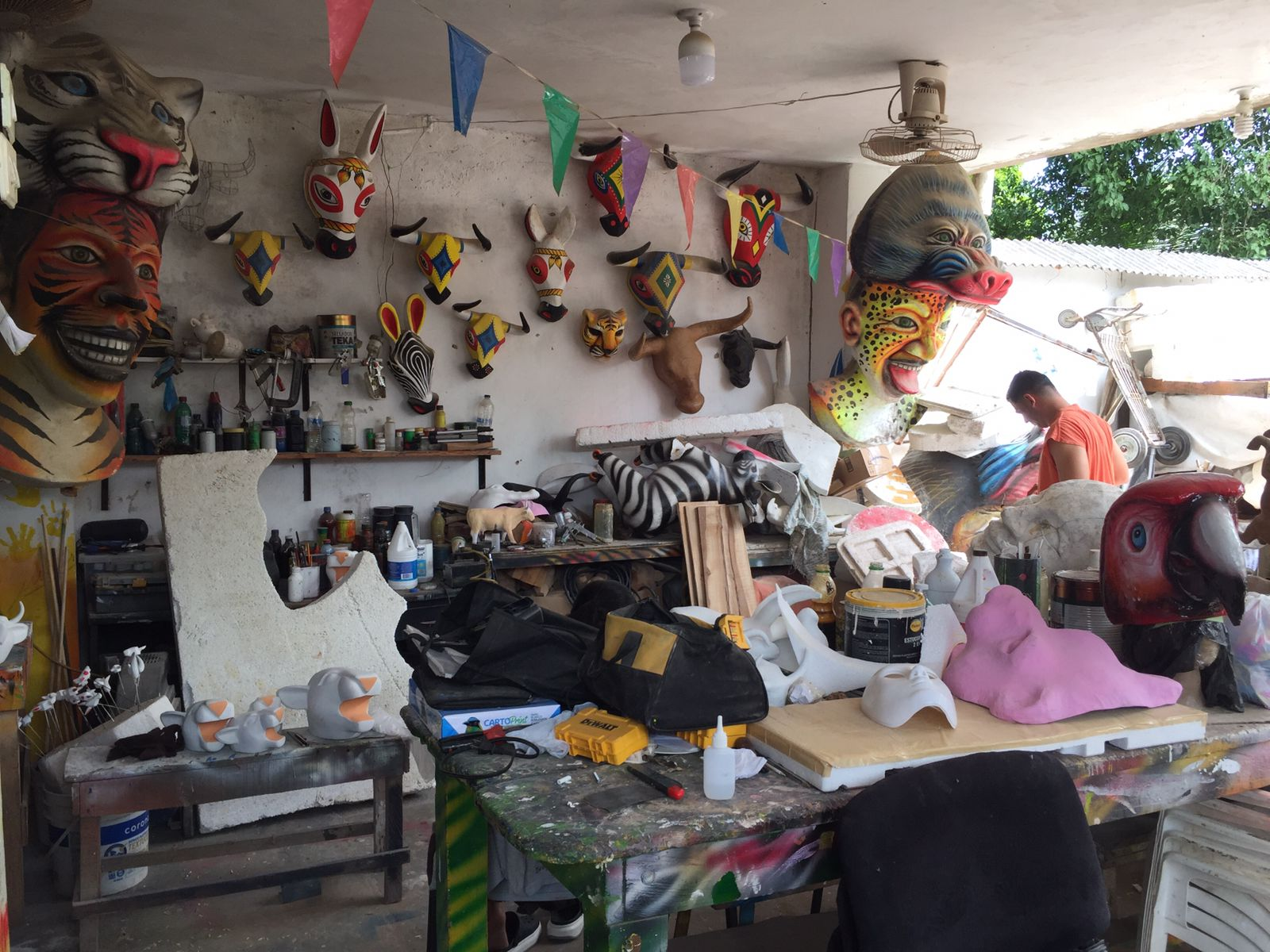
Taller de artesanías en Galapa.

La bandera de Galapa consta de tres franjas horizontales de igual tamaño en colores blanco, verde oliva y blanco. Además, ostenta un círculo con radio que conecta al centro con la circunferencia, esto simboliza las tierras que circundan a la cabecera municipal y que fueron entregadas por la Corona española por medio de cédula real, a los antiguos pobladores de este municipio.
El escudo incluye símbolos del carnaval de Barranquilla, la agricultura, la ganadería, entre otros. Ver
El himno es autoría de Roque Acosta, historiador del municipio.
La letra del coro es la siguiente:
| Prístina tierra Galapa mía,       |
| Son tus mujeres de gran valía     |
| Es tu pendón brillante y puro,    |
| Remanso patrio de amor y paz;     |
| Se escucha el eco de tu labriego, |
| Lenguaje acerbo pero acendrado,   |
| Cantar alegre y hasta llorando    |
| Por el lugar de su solaz. (BIS)   |

## Servicios públicos
- Energía Eléctrica: Air-e, del grupo EPM, es la empresa prestadora del servicio de energía eléctrica.
- Gas Natural: Gases del Caribe es la empresa distribuidora y comercializadora de gas natural en el municipio.
- Agua y Alcantarillado: Triple A es la empresa prestadora del servicio de agua y alcantarillado.